# Colonard-Corubert

Colonard-Corubert este o comună în departamentul Orne, Franța. În 1 ianuarie 2018 avea o populație de 245 de locuitori.